# Řenče
Řenče (Duits: Rentsch) is een Tsjechische gemeente in de regio Pilsen, en maakt deel uit van het district Plzeň-jih.
Řenče telt 875 inwoners.
Blovice · Bolkov · Borovno · Borovy · Buková · Bukovec · Čečovice · Černovice · Čižice · Čížkov · Čmelíny · Dnešice · Dobřany · Dolce · Dolní Lukavice · Drahkov · Holýšov · Honezovice · Horní Kamenice · Horní Lukavice · Horšice · Hradec · Hradiště · Chlum · Chlumčany · Chlumy · Chocenice · Chotěšov · Jarov · Kasejovice · Kbel · Klášter · Kotovice · Kozlovice · Kramolín · Kvíčovice · Letiny · Lisov · Líšina ·Louňová · Lužany · Měcholupy · Merklín · Mileč · Milínov · Míšov · Mladý Smolivec · Mohelnice · Nebílovy · Nekvasovy · Nepomuk · Netunice · Neuměř · Neurazy · Nezdice · Nezdřev · Nová Ves · Nové Mitrovice · Oplot · Oselce · Otěšice · Polánka · Prádlo · Předenice · Přestavlky · Přeštice · Příchovice · Ptenín ·Radkovice · Roupov · Řenče · Seč · Sedliště · Skašov · Soběkury · Spálené Poříčí · Srby · Stod · Střelice · Střížovice · Štěnovice · Štichov · Tojice · Třebčice · Týniště · Únětice · Útušice · Ves Touškov · Vlčí · Vlčtejn · Vrčeň · Vstiš · Všekary · Zdemyslice · Zemětice · Žákava · Ždírec · Žinkovy · Životice